# Louis Phélypeaux (1643-1727)
Louis Phélypeaux, marchese di Phélypeaux, conte di Maurepas, conte di Pontchartrain (29 marzo 1643 – Parigi, 22 dicembre 1727), è stato un politico e funzionario francese.

## Biografia
Era il figlio di Louis Phélypeaux e della di lui moglie, Marie Suzanne Talon, figlia di Jacques Talon, consigliere di Stato.
Nel 1668 sposò Marie de Maupeou. Ebbero un figlio, Jérôme Phélypeaux (1674-1747).

## Carriera
Dopo essere stato il presidente del parlamento della Bretagna, fu controllore delle finanze (1689-1699), ministro di stato (1660-1714 e 1690-1699), segretario di stato della Marina e della Casa reale. Nel 1699 ottenne da Luigi XIV la nomina a cancelliere di Francia.
Venne considerato in parte responsabile della sconfitta nella Battaglia di Barfleur-La Hogue nel 1692.
Phélypeaux ha servito come cancelliere (5 settembre 1699-1 luglio 1714). Lo storico François Bluche ha scritto che "ha dato all'ufficio del Cancelliere un'importanza e un'autorità che non si vedevano dai primi anni di Pierre Séguier".

## Fine della carriera e morte
Nel 1714 rassegnò le dimissioni. Morì il 22 dicembre 1727.
Il lago Pontchartrain in Louisiana è stato così nominato in suo onore, come pure lo storico Hotel Pontchartrain di New Orleans, il Fort Pontchartrain di Detroit e il Detroit's Hotel Pontchartrain.

## Araldica
| Stemma | Descrizione                             | Blasonatura                                                                        |
|        | Louis Phélypeaux Marchese di Phélypeaux | [...]. Ornamenti esteriori da marchese. Cavaliere dell'Ordine dello Spirito Santo. |